# Václav Zelený (botanik)
Václav Zelený (15. srpna 1936 Praha – 3. listopadu 2020) byl český botanik a vysokoškolský učitel. 

## Život
Václav Zelený se narodil v roce 1936 v Praze. V roce 1959 vystudoval Přírodovědeckou fakultu Univerzity Karlovy v Praze. Poté pracoval ve Výzkumném ústavu cukrovarnickém v pražských Modřanech a od roku 1962 působil jako odborný asistent na Katedře botaniky a fyziologie rostlin Vysoké školy zemědělské v Praze (dnešní Česká zemědělská univerzita v Praze). Během svého působení vydal několik knih dotýkajících se jeho specializací, kterou byla flóra Podblanicka a flóra Středozemí. Jedná se zejména o publikace Rostliny Středozemí, Příroda vlašimského zámeckého parku: zámek a park Vlašim a Zámecké parky a památné stromy Podblanicka; jako spoluautor přispěl i do velké publikace nakladatelství Academia nazvané Užitkové rostliny tropů a subtropů či do Květeny České republiky. Téměř 40 článků napsal pro časopis Živa.
Václav Zelený byl členem několika organizací, např. Česká botanická společnost, CHKO Blaník, Vietnamská společnost či Latinskoamerická společnost.

## Dílo
Jako samostatný autor vydal Václav Zelený tyto publikace:
- Dřeviny areálu Vysoké školy zemědělské v Praze (1990) – soupis dřevin s botanickou charakteristikou v areálu Vysoké školy zemědělské v Praze Suchdole (dnešní Česká zemědělská univerzita v Praze).
- Systematic botany: for students of ITS and FAFNR (2005) – jedná se o vysokoškolská skripta systematické botaniky tropů a subtropů vydané dříve v češtině.
- Rostliny Středozemí (Academia 2005, ISBN 8020012249) – v podstatě popis význačných užitkových rostlinných druhů Středozemí s popisem nejdůležitějších rostlinných formací.
- Rostliny Středozemí (Academia 2013, ISBN 9788020020888) – 2. vydání s rozšířeným počtem druhů.
- řada skript a článků.

Jako spoluautor pak např.:
- Užitkové rostliny tropů a subtropů (1989, 2002),
- Palmy: Množení, pěstování, ošetřování (1993),
- Zámecké parky a památné stromy Podblanicka (1996),
- Příroda vlašimského zámeckého parku: zámek a park Vlašim (2007),
- Okrasné rostliny tropů a subtropů (2009).